# Dichelus dentipes
Dichelus dentipes är en skalbaggsart som beskrevs av Fabricius 1781. Dichelus dentipes ingår i släktet Dichelus och familjen Melolonthidae. Inga underarter finns listade i Catalogue of Life.